# Mesochorus boliviensis
Mesochorus boliviensis là một loài tò vò trong họ Ichneumonidae.